# Philippa Hobbs
Philippa Hobbs là một nhà sử học nghệ thuật, một nghệ sĩ và một nhà sưu tập nghệ thuật người Nam Phi. Bà sinh năm 1955 và học tại trường St Andrew vào năm 1972. Bà học nghệ thuật tại trường Cao đẳng Nghệ thuật Johannesburg trước khi hoàn thành khóa học sau đại học tại Đại học Nghệ thuật (Philadelphia). Sau đó, bà tiếp tục nghiên cứu của mình thông qua Đại học Nam Phi (UNISA) và Technikon Witwatersrand. Hobbs là một giáo sư cao cấp về lịch sử nghệ thuật tại Đại học Witwatersrand ở Johannesburg từ năm 1988 đến năm 1993. Bà đã được ghi nhận về đóng góp cho nghệ thuật (với triển lãm quốc gia và quốc tế), giáo dục nghệ thuật, nghiên cứu và gần đây nhất, phát triển cộng đồng thông qua nghệ thuật. Hobbs hiện đang làm việc là MTN Art Collection Curator và Nghệ thuật và Văn hóa Portolio Senior Manager.

## Nghệ thuật
Hobbs được mời đóng góp cho dự án Hình ảnh Nhân quyền vào năm 1996, trong đó có các nghệ sĩ tham gia trình bày trực quan về từng điều khoản của Tuyên ngôn về Quyền của Nam Phi. Điều khoản được chỉ định của Hobbs là khoản 8: Tự do ngôn luận, nơi mà tác phẩm gỗ của bà - 'Received by the Tongue' - cho thấy sự cân bằng bấp bênh giữa quyền biểu lộ và hậu quả tiếp theo.
Các tác phẩm khác của Hobbs bao gồm Dracunculus and Cat's Cradle - một cây khắc gỗ được sản xuất vào năm 1993 và Spiritus Candelabrae - một tác phẩm điêu khắc gỗ hai màu được sản xuất vào năm 1992.

## Dạy học
Hobbs cũng tham gia các lớp học và hội thảo từ xưởng in của riêng mình, Foot Print Studio. Studio này được thành lập để cung cấp đào tạo trực quan và hướng dẫn in cho người mới bắt đầu và nghệ sĩ tiên tiến.

## Ấn phẩm
Hobbs đồng sáng tác cuốn Printmaking in a Transforming South Africa cùng với Elizabeth Rankin năm 1997 (David Philip Publishers), nội dung là thảo luận về cách in ấn đã "vượt qua các mảng của nghệ thuật Nam Phi" và mô tả các thành phần kỹ thuật và biểu cảm của in ấn, khám phá vai trò của nó như một hình thức kháng chiến trong cuộc đấu tranh giải phóng dân tộc.